# غلانفورد بارك
غلانفورد بارك (بالإنجليزية: Glanford Park)‏ هو ملعب كرة قدم في لينكونشير بإنجلترا. اُفتُتح عام 1988 ، يتسع الملعب إلى 9000 متفرج.